# Ligne Akechi
La ligne Akechi (明知線, Akechi-sen) est l'unique ligne ferroviaire de la compagnie Aketetsu, dans la préfecture de Gifu au Japon. Elle relie la gare d'Ena à la gare d'Akechi.

## Histoire
La ligne est ouverte en 1933 entre Ena et Agi. Elle est prolongée à Akechi l'année suivante.
En 1985, la ligne est cédée par la Japanese National Railways à la compagnie Aketetsu, qui commence l'exploitation le 16 novembre de la même année.

## Caractéristiques

### Ligne
- Longueur : 25,1 km
- Ecartement : 1 067 mm
- Nombre de voies : Voie unique

### Liste des gares
| Gare      | Nom japonais | Distance (km) | Correspondances   | Localisation |
| --------- | ------------ | ------------- | ----------------- | ------------ |
| Ena       | 恵那         | 0             | JR Central : Chūō | Ena          |
| Higashino | 東野         | 2,6           |                   | Ena          |
| Iinuma    | 飯沼         | 7,6           |                   | Nakatsugawa  |
| Agi       | 阿木         | 9,9           |                   | Nakatsugawa  |
| Iibama    | 飯羽間       | 12,7          |                   | Ena          |
| Gokuraku  | 極楽         | 13,7          |                   | Ena          |
| Iwamura   | 岩村         | 15,0          |                   | Ena          |
| Hanashiro | 花白         | 18,3          |                   | Ena          |
| Yamaoka   | 山岡         | 19,7          |                   | Ena          |
| Noshi     | 野志         | 23,1          |                   | Ena          |
| Akechi    | 明智         | 25,1          |                   | Ena          |